# Nationale 1A 1991-92
La Nationale 1A 1991-1992 fue la edición número 70 de la Nationale A1, la máxima competición de baloncesto de Francia. Los diez mejor clasificados accederían a los playoffs, junto a los 2 primeros de la Nationale 1B descendiendo el ASPO Tours, el Reims Champagne Basket y el Saint-Quentin.
El campeón sería por tercera vez en su historia el Pau-Orthez, tras derrotar al CSP Limoges en la final en dos partidos.

## Equipos 1991-92
| Equipo                      | Ciudad        | Pabellón                                    | Capacidad |
| --------------------------- | ------------- | ------------------------------------------- | --------- |
| Olympique d'Antibes         | Antibes       | Salle Jean-Bunoz                            | 5000      |
| Cholet Basket               | Cholet        | La Meilleraie                               | 5191      |
| JDA Dijon                   | Dijon         | Palais des Sports Jean-Michel Geoffroy      | 4600      |
| BCM Gravelines Dunkerque    | Gravelines    | Sportica                                    | 3500      |
| Le Mans Sarthe Basket       | Le Mans       | Antarès                                     | 6003      |
| CSP Limoges                 | Limoges       | Palais des sports de Beaublanc              | 5500      |
| ASVEL Basket                | Villeurbanne  | Astroballe                                  | 5643      |
| CRO Lyon Basket             | Lyon          | Palais des sports de Lyon                   | 6500      |
| Montpellier Paillade Basket | Montpellier   | Palacio de los Deportes Pierre de Coubertin | 4003      |
| FC Mulhouse Basket          | Mulhouse      | Salle Marcel Tschanz                        | 3700      |
| Paris Basket Racing         | París         | Stade Pierre-de-Coubertin                   | 4200      |
| Élan Béarnais Pau-Orthez    | Pau-Orthez    | Palais des Sports de Pau                    | 7813      |
| Reims Champagne Basket      | Reims         | Complexe René-Tys                           | 2800      |
| Chorale Roanne Basket       | Roanne        | Halle André Vacheresse                      | 3000      |
| Saint-Quentin Basket-Ball   | Saint-Quentin | Palais des sports Pierre Ratte              | 3100      |
| ASPO Tours                  | Tours         | Palais des sports Marcel Cerdan             | 1100      |

## Resultados

### Temporada regular
|     | Equipo                      | J  | G  | P  | PF   | PC   | Pts | Clasificación             |
| --- | --------------------------- | -- | -- | -- | ---- | ---- | --- | ------------------------- |
| 1.  | CSP Limoges                 | 30 | 27 | 3  | 2641 | 2287 | 57  | playoff                   |
| 2.  | Cholet Basket               | 30 | 25 | 5  | 2642 | 2301 | 55  | playoff                   |
| 3.  | Élan Béarnais Pau-Orthez    | 30 | 23 | 7  | 2637 | 2440 | 53  | playoff                   |
| 4.  | BCM Gravelines Dunkerque    | 30 | 21 | 9  | 2227 | 2076 | 51  | playoff                   |
| 5.  | Olympique d'Antibes         | 30 | 18 | 12 | 2643 | 2514 | 48  | playoff                   |
| 6.  | CRO Lyon Basket             | 30 | 17 | 13 | 2523 | 2502 | 47  | playoff                   |
| 7.  | FC Mulhouse Basket          | 30 | 16 | 14 | 2362 | 2427 | 46  | playoff                   |
| 8.  | Montpellier Paillade Basket | 30 | 16 | 14 | 2511 | 2477 | 46  | playoff                   |
| 9.  | Chorale Roanne Basket       | 30 | 15 | 15 | 2456 | 2485 | 45  | playoff                   |
| 10. | ASVEL Basket                | 30 | 11 | 19 | 2386 | 2493 | 41  | playoff                   |
| 11. | Paris Basket Racing         | 30 | 10 | 20 | 2272 | 2381 | 40  | Promoción de descenso     |
| 12. | Le Mans Sarthe Basket       | 30 | 10 | 20 | 2503 | 2601 | 40  | Promoción de descenso     |
| 13. | Saint-Quentin Basket-Ball   | 30 | 9  | 21 | 2309 | 2467 | 39  | Promoción de descenso     |
| 14. | JDA Dijon                   | 30 | 9  | 21 | 2361 | 2466 | 39  | Promoción de descenso     |
| 15. | Reims Champagne Basket      | 30 | 7  | 23 | 2355 | 2537 | 37  | descienden a Nationale 1B |
| 16. | ASPO Tours                  | 30 | 6  | 24 | 2272 | 2646 | 37  | descienden a Nationale 1B |

## Playoff
|  | Octavos de final         | Octavos de final         |                                |                   | Cuartos de final | Cuartos de final |   |  | Semifinales | Semifinales |  |  | Final | Final |
|  |                          |                          |                                |                   |                  |                  |   |  |             |             |  |  |       |       |
|  |                          |                          |                                |                   |                  |                  |   |  |             |             |  |  |       |       |
|  |                          |                          |                                |                   |                  |                  |   |  |             |             |  |  |       |       |
|  | 1. CSP Limoges           | 2                        |                                |                   |                  |                  |   |  |             |             |  |  |       |       |
|  | 1. CSP Limoges           | 2                        | 8. Montpellier Paillade Basket | 1                 |                  |                  |   |  |             |             |  |  |       |       |
|  |                          | 9. Chorale Roanne Basket | 8. Montpellier Paillade Basket | 1                 | 1                |                  |   |  |             |             |  |  |       |       |
|  | 9. Chorale Roanne Basket | 9. Chorale Roanne Basket | 2                              |                   | 1                | 1. CSP Limoges   | 2 |  |             |             |  |  |       |       |
|  | 9. Chorale Roanne Basket |                          | 2                              |                   |                  | 1. CSP Limoges   | 2 |  |             |             |  |  |       |       |
|  |                          |                          |                                | 4. BCM Gravelines | 1                |                  |   |  |             |             |  |  |       |       |
|  | 4. BCM Gravelines        | 2                        |                                | 4. BCM Gravelines | 1                |                  |   |  |             |             |  |  |       |       |
|  | 4. BCM Gravelines        | 2                        | 5. Olympique d'Antibes         | 2                 |                  |                  |   |  |             |             |  |  |       |       |
|  |                          | 5. Olympique d'Antibes   | 5. Olympique d'Antibes         | 2                 | 1                |                  |   |  |             |             |  |  |       |       |
|  | N1B2. ESPE Basket        | 5. Olympique d'Antibes   | 0                              |                   | 1                | 1. CSP Limoges   | 0 |  |             |             |  |  |       |       |
|  | N1B2. ESPE Basket        |                          | 0                              |                   |                  | 1. CSP Limoges   | 0 |  |             |             |  |  |       |       |
|  |                          |                          |                                | 3. ÉB Pau-Orthez  | 2                |                  |   |  |             |             |  |  |       |       |
|  | 2. Cholet Basket         | 2                        |                                | 3. ÉB Pau-Orthez  | 2                |                  |   |  |             |             |  |  |       |       |
|  | 2. Cholet Basket         | 2                        | 7. FC Mulhouse Basket          | 0                 |                  |                  |   |  |             |             |  |  |       |       |
|  |                          | 10. ASVEL Basket         | 7. FC Mulhouse Basket          | 0                 | 0                |                  |   |  |             |             |  |  |       |       |
|  | 10. ASVEL Basket         | 10. ASVEL Basket         | 2                              |                   | 0                | 2. Cholet Basket | 1 |  |             |             |  |  |       |       |
|  | 10. ASVEL Basket         |                          | 2                              |                   |                  | 2. Cholet Basket | 1 |  |             |             |  |  |       |       |
|  |                          |                          |                                | 3. ÉB Pau-Orthez  | 2                |                  |   |  |             |             |  |  |       |       |
|  | 3. ÉB Pau-Orthez         | 2                        |                                | 3. ÉB Pau-Orthez  | 2                |                  |   |  |             |             |  |  |       |       |
|  | 3. ÉB Pau-Orthez         | 2                        | 6. CRO Lyon Basket             | 2                 |                  |                  |   |  |             |             |  |  |       |       |
|  |                          | 6. CRO Lyon Basket       | 6. CRO Lyon Basket             | 2                 | 1                |                  |   |  |             |             |  |  |       |       |
|  | N1B1. Levallois SC       | 6. CRO Lyon Basket       | 0                              |                   | 1                |                  |   |  |             |             |  |  |       |       |
|  | N1B1. Levallois SC       |                          | 0                              |                   |                  |                  |   |  |             |             |  |  |       |       |